# Lygropia vinanyalis
Lygropia vinanyalis là một loài bướm đêm trong họ Crambidae.